# 모토노촌 (나가사키현)
모토노촌(本野村)은 나가사키현 기타타카키군에 있던 촌이다. 현재의 이사하야시에 해당한다.

## 역사
- 1889년 4월 1일 - 정촌제 시행에 의해 기타타카키군 우키촌이 성립하였다.
- 1940년 9월 1일 - 이시하야정, 오구리촌, 오노촌, 마쓰야마촌, 우키촌, 나가타촌과 합병, 시로 승격해 이시하야시가 성립하여, 모토노촌은 소멸하였다.

## 참고문헌
- 『職員録 明治40年 乙』印刷局、1907年。
- 『角川日本地名大辞典 42 長崎県』。